# Lippajärvi
Lippajärvi est un quartier de la ville d'Espoo en Finlande.

## Description
Lippajärvi compte 4 033 habitants (au 31 décembre 2016).
Lippajärvi est une grande zone résidentielle de petites maisons individuelles.
Le quartier n'a ni installations industrielles ni entreprises.
Ses voisins sont Viherlaakso, Järvenperä, Laaksolahti, Karvasmäki, Kauniainen.